# هاي دينغ
هاي دينغ (بالصينية: 海灯法师) هو فنان قتالي صيني، ولد في 1902، وتوفي في 11 يناير 1989.